# Frederiksberg Åndssvageanstalt
Frederiksberg Åndssvageanstalt er en tidligere behandlingsinstitution for udviklingshæmmede børn, der var beliggende på Rahbeks Allé 21 på Frederiksberg, tæt på grænsen til Københavns Kommune.
Bygningen er opført i 1860 efter tegninger af arkitekt Ferdinand Meldahl og er fredet. Den ejes i dag af Lægernes Pension og rummer et kontorhotel.

## Historie
Helbredelsesanstalten for idiotiske, svagsindede og epileptiske Børn blev grundlagt i 1855 og havde oprindeligt til huse i nabobygningen Bakkehuset. Her blev pladsen dog for trang. I den østlige del af haven udstykkedes derfor en grund til en ny bygning, der kunne rumme anstalten. En af datidens fremmeste arkitekter, Ferdinand Meldahl fik opgaven. Bygningen, der er i historicistisk stil inspireret af italiensk renæssance og bygningen blev et af hans hovedværker.
Anstalten blev nedlagt i 1970, hvor børnene blev flyttet til Ebberødgård. Bygningen og nabobygningerne mod øst mod Rahbeks Allé blev opkøbt af Carlsberg, der ejede den frem til 2008. Der er siden 1990'erne sket flere istandsættelser, senest en større, der fandt sted i 2007. Bygningen fungerede nogle år som hovedsæde for tøjmærket By Malene Birger, men har siden 2023 fungeret som kontorhotel.